# 洪明基
洪明基（英語：Marvin Hung，1970年7月—），男，汉族，中华人民共和国政治人物、香港商人，洪鶴友家族第四代成員（洪克協侄子，父親是洪克有），现任洪氏集团副主席，合興集團控股有限公司执行董事兼行政总裁。第十三、十四届全国政协委员。